# Nekodirajuća DNK
U genetici, nekodirajuća DNK opisuje komponente DNK sekvenci organizma koje ne kodiraju proteinske sekvence. Kod mnogih eukariota, veliki udeo totalne veličine genoma jednog organizma sačinjava nekodirajuća DNK. Količina nekodirajuće DNK, i proporcija kodirajuće i nekodirajuće DNK znatno varira između vrsta.
Veliki deo nekodirajuće DNK nema poznatu biološku funkciju, te se ponekad naziva „DNK smećem“. Postoji više tipova nekodirajućih DNK sekvenci sa poznatim biološkom funkcijama, uključujući transkripcionu i translacionu regulaciju protein kodirajućih sekvenci. Druge nekodirajuće sekvence imaju moguće, ali još uvek neodređene funkcije. To proizilazi i visokih nivoa homologije i konzervacije u sekvencama koje ne kodiraju proteine, ali su nezavisno od toga pod visokim selektivnim pritiskom. Mada je to indikacija da nekodirajuću DNK ne treba indiskriminantno nazivati smećem, nedostatak konzervacije sekvenci najvećeg dela nekodirajuće DNK sa nepoznatom funkcijom sugeriše da je ona najverovatnije bez funkcije.

## Frakcija nekodirajuće genomske DNK
Totalna količina genomske DNK znatno varira između organizama. Proporcija kodirajuće i nekodirajuće DNK unutar tih genoma isto tako znatno varira. Više od 98% ljudskog genoma ne kodira proteinske sekvence, uključujući sekvence unutar introna i većinu intergenske DNK.
Ukupna veličina genoma i zastupljenost nekodirajuće DNK su uglavnom u korelaciji sa kompleksnošću organizma, mada postoje brojni izuzeci. Na primer, genom jednoćelijske Polychaos dubium (ranije poznate kao Amoeba dubia) sadrži više od 200 puta veću količinu DNK od čoveka. Genom naduvane ribe Takifugu rubripes ima samo jednu osminu genoma čoveka, mada ima uporediv broj gena; oko 90% njenog genoma je nekodirajuća DNK i najveći deo razlike u veličini genoma izgleda da se se sastoji od nekodirajuće DNK. Velike varijacije veličine genoma između eukariotskih vrsta su poznate kao enigma C-vrednosti ili paradoks C-vrednosti.
Oko 80 procenata nukleotidnih baza u humanom genomu se može transkribovati, ali transkripcija ne podrazumeva funkciju.

## Literatura
- Bennett, M.D. and I.J. Leitch (2005). „Genome size evolution in plants”.  Ур.: T.R. Gregory (ed.). The Evolution of the Genome. San Diego: Elsevier. стр. 89—162.
- Gregory, T.R (2005). „Genome size evolution in animals”.  Ур.: T.R. Gregory (ed.). The Evolution of the Genome. San Diego: Elsevier.  0-12-301463-8.
- Shabalina SA, Spiridonov NA (2004). „The mammalian transcriptome and the function of non-coding DNA sequences”. Genome Biol. 5 (4): 105. PMC 395773 . PMID 15059247. doi:10.1186/gb-2004-5-4-105.
- Castillo-Davis CI (2005). „The evolution of noncoding DNA: how much junk, how much func?”. Trends Genet. 21 (10): 533—6. PMID 16098630. doi:10.1016/j.tig.2005.08.001.

## Spoljašnje veze
- Veličine životinjskih genoma
- Biljne DNK C-vrednosti